# Kantons van Drôme
Het Franse departement Drôme (26) omvat, sinds de hervorming van de kantons die bij wet doorgevoerd werd in 2013 en voor het eerst toegepast bij de departementsverkiezingen van maart 2015, nog 19 in plaats van 36 kantons. In een aantal gevallen werden afgeschafte kantons in hun geheel toegevoegd aan reeds bestaande kantons, in andere gevallen werden de gemeenten van afgeschafte kantons verdeeld over verschillende bestaande kantons of werden geheel nieuwe kantons gevormd.
Het beoogde doel van de hervorming was kantons te vormen die naar inwoneraantal vergelijkbaar groot zijn (maximaal 20% afwijking van het gemiddelde voor het departement) zodat de vertegenwoordiging van elk kanton in de departementsraad (twee als koppel verkozen raadsleden per kanton) voortaan ook ongeveer een gelijk aantal inwoners zou vertegenwoordigen.
Het gemiddelde inwoneraantal voor een kanton in het departement bedraagt na de hervorming ongeveer 26.000 (pop. municipale 2013). De grootste afwijkingen hiervan zijn er voor Kanton Valence-1 (+21%) en Kanton Le Diois (-48%).

## Kantons van het departement Drôme na de hervorming van 2013

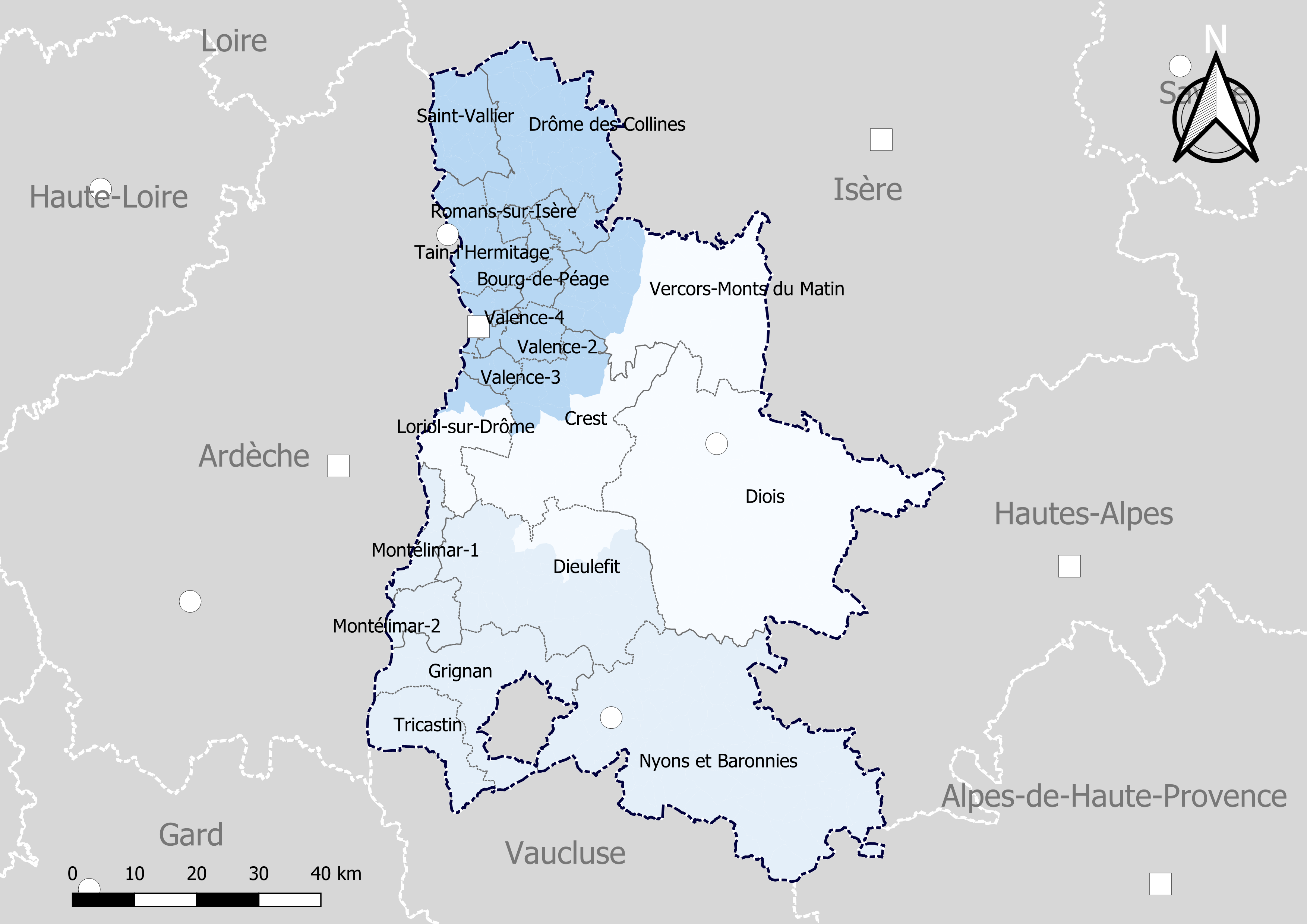
Kantons van het departement Drôme, met de arrondissementen in blauwtinten - Toestand 1 januari 2019.

Bij de hervorming van de kantons werd geen rekening gehouden met de bestaande arrondissementsgrenzen, als gevolg hiervan liggen kantons niet langer steeds binnen eenzelfde arrondissement.
| Kanton | Kanton                        | Inwoners 2013* | Aantal gemeenten |
| ------ | ----------------------------- | -------------- | ---------------- |
| 1      | Kanton Bourg-de-Péage         | 29.318         | 3                |
| 2      | Kanton Crest                  | 27.384         | 28               |
| 3      | Kanton Dieulefit              | 22.551         | 44               |
| 4      | Kanton Le Diois               | 13.480         | 64               |
| 5      | Kanton Drôme des collines     | 26.942         | 33               |
| 6      | Kanton Grignan                | 21.080         | 21               |
| 7      | Kanton Loriol-sur-Drôme       | 25.881         | 8                |
| 8      | Kanton Montélimar-1           | 26.809         | 6                |
| 9      | Kanton Montélimar-2           | 23.874         | 5                |
| 10     | Kanton Nyons et Baronnies     | 22.473         | 73               |
| 11     | Kanton Romans-sur-Isère       | 30.669         | 9                |
| 12     | Kanton Saint-Vallier          | 26.281         | 14               |
| 13     | Kanton Tain-l'Hermitage       | 26.758         | 15               |
| 14     | Kanton Le Tricastin           | 28.657         | 8                |
| 15     | Kanton Valence-1              | 31.453         | 3                |
| 16     | Kanton Valence-2              | 29.225         | 4                |
| 17     | Kanton Valence-3              | 30.282         | 5                |
| 18     | Kanton Valence-4              | 26.827         | 1                |
| 19     | Kanton Vercors-Monts-du-Matin | 24.768         | 30               |

Bron: INSEE - *Inwoners 2013 = Population municipale

## Kantons van het departement Drôme voor de hervorming van 2013
| Arrondissement | Arrondissement | Kanton | Kanton                     |
| -------------- | -------------- | ------ | -------------------------- |
| 1              | Die            | 1      | Bourdeaux                  |
| 3              | Valence        | 2      | Bourg-de-Péage             |
| 2              | Nyons          | 3      | Buis-les-Baronnies         |
| 3              | Valence        | 4      | Chabeuil                   |
| 1              | Die            | 5      | La Chapelle-en-Vercors     |
| 1              | Die            | 6      | Châtillon-en-Diois         |
| 1              | Die            | 7      | Crest-Nord                 |
| 1              | Die            | 8      | Crest-Sud                  |
| 1              | Die            | 9      | Die                        |
| 2              | Nyons          | 10     | Dieulefit                  |
| 3              | Valence        | 11     | Le Grand-Serre             |
| 2              | Nyons          | 12     | Grignan                    |
| 3              | Valence        | 13     | Loriol-sur-Drôme           |
| 1              | Die            | 14     | Luc-en-Diois               |
| 2              | Nyons          | 15     | Marsanne                   |
| 2              | Nyons          | 16     | Montélimar-1               |
| 1              | Die            | 17     | La Motte-Chalancon         |
| 2              | Nyons          | 18     | Nyons                      |
| 2              | Nyons          | 19     | Pierrelatte                |
| 2              | Nyons          | 20     | Rémuzat                    |
| 3              | Valence        | 21     | Romans-sur-Isère-1         |
| 1              | Die            | 22     | Saillans                   |
| 3              | Valence        | 23     | Saint-Donat-sur-l'Herbasse |
| 3              | Valence        | 24     | Saint-Jean-en-Royans       |
| 2              | Nyons          | 25     | Saint-Paul-Trois-Châteaux  |
| 3              | Valence        | 26     | Saint-Vallier              |
| 2              | Nyons          | 27     | Séderon                    |
| 3              | Valence        | 28     | Tain-l'Hermitage           |
| 3              | Valence        | 29     | Valence-1                  |
| 3              | Valence        | 30     | Valence-2                  |
| 3              | Valence        | 31     | Valence-3                  |
| 3              | Valence        | 32     | Bourg-lès-Valence          |
| 2              | Nyons          | 33     | Montélimar-2               |
| 3              | Valence        | 34     | Portes-lès-Valence         |
| 3              | Valence        | 35     | Romans-sur-Isère-2         |
| 3              | Valence        | 36     | Valence-4                  |